# Josef Bradl

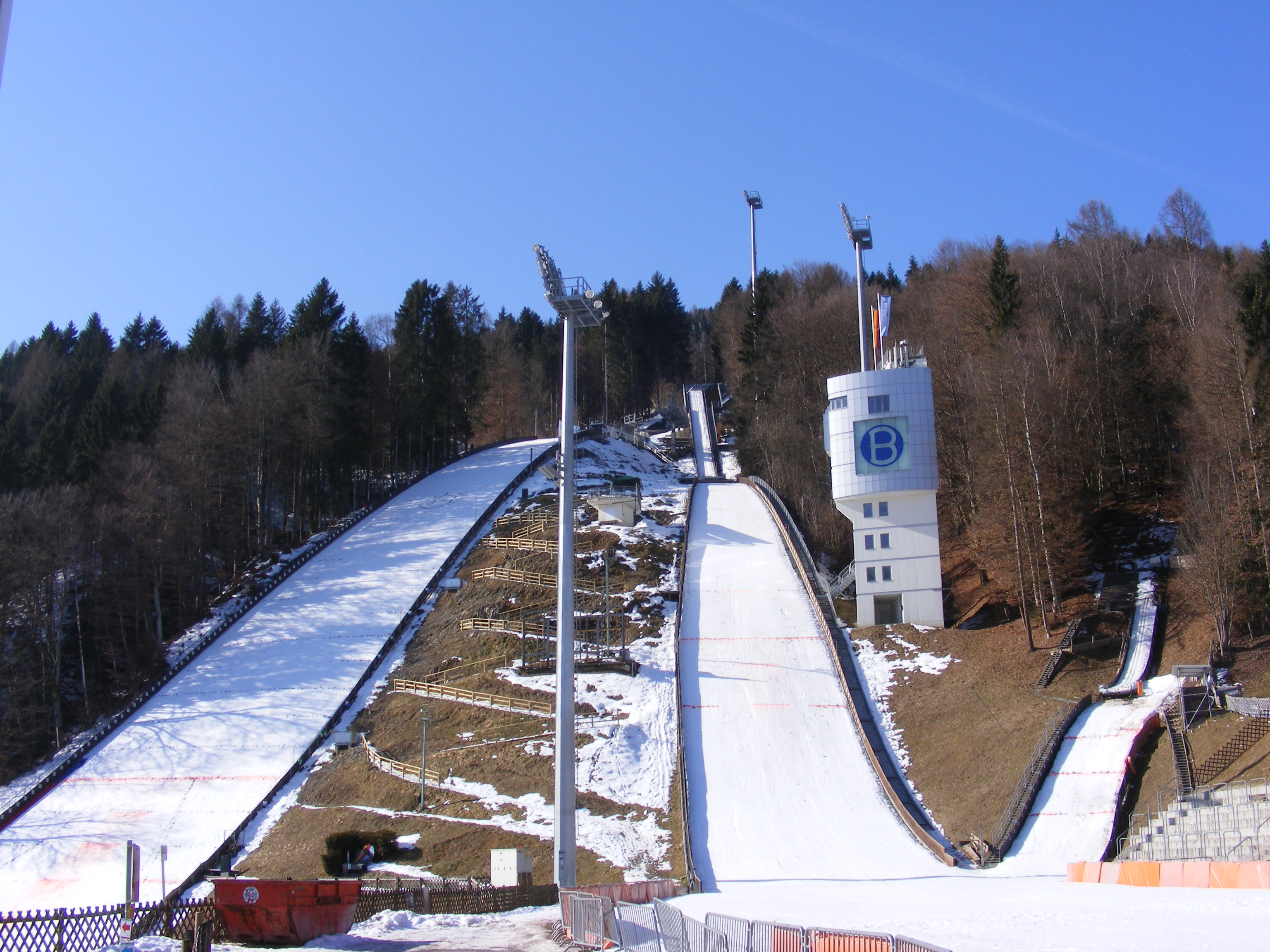
Sepp Bradl-anläggningen i Bischofshofen

Josef „Sepp“ Bradl (också kallad Buwi Bradl och Bubi Bradl), född 8 januari 1918 in Wasserburg am Inn, Bayern, död 3 mars 1982 i Mühlbach am Hochkönig, Salzburg var en tyskfödd, österrikisk backhoppare, utövare i nordisk kombination, alpinist och backhoppstränare. Sepp Bradl var den första backhopparen att hoppa över 100 meter. Han vann den allra första tysk-österrikiska backhopparveckan.

## Karriär
Sepp Bradl är född i Bayern i Tyskland. Då han var två år gammal, flyttade familjen till Österrike där Bradl växte upp i Mühlbach am Hochkönig i Salzburg. Han hoppade över 50 meter redan vid 15 års ålder 1933. Han blev då uttagen för att tävla i Davos i Schweiz med det österrikiska backhoppslandslaget.
Bradl deltog i Olympiska vinterspelen 1936 i Garmisch-Partenkirchen i Tyskland. Under träning innan mästerskapen pådrog Bradl sig hjärnskakning och fick startförbud av läkaren. Bradl hoppade ändå och kom på 19:de plats i OS-tävlingen.
Den 15 mars 1936 hoppade han, som den första människan i världen, över 100 meter, nämligen 101 meter i nybyggda storbacken Bloudkova Velikanka i Planica i Jugoslavien. 1938 utökade han sitt rekord till 107 meter. Bradl tog guld i stora backen under världsmästerskapen i nordisk skidsport i Zakopane 1939. 
Sepp Bradl deltog i sin första VM-tävling i Chamonix i Frankrike 1937. Han blev nummer 5. I VM i Lahtis i Finland 1938 blev han nummer 4. Året efter i Skid-VM blev han världsmästare. Han slog Birger Ruud från Norge med 0,5 poäng. I världsmästerskapen 1938 och 1939 tävlade Sepp Bradl för Tyskland på grund av Anschluss (tyska för ’anslutning’), Nazitysklands annektering av Österrike den 12 mars 1938.
År 1953 blev han den första segraren sammanlagt i Tysk-österrikiska backhopparveckan före norrmännen Halvor Næs och Asgeir Dølplads, båda från Norge. Dølplads vann den första deltävlingen Große Olympiaschanze i Garmisch-Partenkirchen 1,0 poäng före Bradl. Halvor Næs blev nummer 4, 2,0 poäng efter Bradl I andra deltävlingen, i Schattenbergbacken i Oberstdorf vann Erling Kroken från Norge. Bradl blev nummer två även i deltävlingen i Oberstdorf. Dølplads blev nummer 3 (0,5 poäng efter Bradl) och Næs nummer 4. I tredje deltävlingen, i Bergiselbacken i Innsbruck, vann Bradl 1,0 poäng före Dølplads och Harry Bergqvist från Sverige. Innan fjärde och sista deltävlingen låg Bradl i téten med minsta möjliga marginal, 0,5 poäng före Dølplads och 11,0 poäng före Næs. I sista deltävlingen i Paul-Ausserleitner-Schanze i Bischofshofen vann Halvor Næs 9,4 poäng före Bradl. Dølplads misslyckades i sista tävlingen och blev nummer 7. Sammanlagt vann Bradl den allra första backhopparveckan, 1,6 poäng före Halvor Næs i en riktig rysare av en tävling.
I backhopparveckan säsongen 1953/1954 blev Sepp Bradl nummer 3. Han vann sista deltävlingen, i Bischofshofen. Sammanlagtsegraren, norrmannen Olaf B. Bjørnstad vann de tre andra deltävlingarna. Säsongen 1954/1955 blev Bradl nummer 4, och säsongen 1955/1956 (då sista deltävlingen gick i Zinkenschanze) blev Bradl nummer 2 efter segraren Nikolaj Kamenskij från Sovjetunionen.
Sepp Bradl var uttagen att tävla i Olympiska spelen i Oslo 1952, men skadade sig under träning och kunde inte tävla. 
Bradl blev österrikisk mästare i backhoppning 1938, 1941, 1947, 1948, 1951, 1952, 1953, 1954 och 1956, och i nordisk kombination 1955. Han blev tysk mästare i backhoppning 1939 och 1941. Han blev också österrikisk junior-mästare i trippelkombination (backhoppning, nordisk kombination och störtlopp 1936 och 1938. 
Sepp Bradl avslutade den aktiva idrottskarriären 1956.

## Senare karriär
Bradl drev tillsammans med sin fru, Paula krogen Mandlwandhaus i Mühlbach am Hochkönig från 1946 till 1952. Därefter drev han krogen Rupertihaus i Mühlbach. 
Från 1958 var Sepp Bradl tränare för tyska och österrikiska landslaget (och en kort period för schweiziska landslaget). Bradl har fått Sepp Bradl Stadion i Bischofshofen med Paul-Ausserleitner-Schanze, Laidereggschanze och Kinderschanze uppkallad efter sig. Utanför skidstadion står ett minnesmärke över honom.
Bradl dog på sjukhuset i Innsbruck 3 mars 1982 där han vårdades för strupcancer.

### Fotnoter
1. ↑  Frank Östergren (20 mars 2005). ”Marit räddar backhoppet” (på svenska). Sportbladet. https://www.aftonbladet.se/sportbladet/fotboll/a/KvMy6X/marit-raddar-backhoppet. Läst 25 mars 2019.